# Rödblåbär
Rödblåbär (Vaccinium parvifolium) är en växtart i odonsläktet och familjen ljungväxter. Den beskrevs av James Edward Smith. Inga underarter finns listade i Catalogue of Life.

## Utbredning
Arten växer vilt längs den nordamerikanska västkusten, från Alaska i norr till Kalifornien i söder.